# Elias Sadaq
Elias Zakarias Sadaq, född 5 februari 1994 i Århus, är en dansk författare och dramatiker. Hans verk fokuserar på maskulinitet, sexualitet och andlighet. Han har deltagit i samhällsdebatten kring om att vara muslim och homosexuell i Danmark.

## Bakgrund
Sadaq växte upp i Toveshøj i Gellerupplanen i ett konservativt muslimskt hem. Hans far är marockan och hans mor danska som har konverterat till islam. Han har två äldre systrar och en yngre bror. Sadaq började 2017 med Mellanöstern-studier på Köpenhamns universitet men bytte året efter till religionsvetenskap. I 2022 bytte han igen utbildning, då han kom in på dramaturgi på Den Danske Scenekunstskole.
Sadaq kom som 23-åring ut som homosexuell, vilket ledde till att hans far bröt med honom. Sadaq har varit aktiv i föreningen Sabaah för HBTQ+-personer med minoritetsbakgrund. Han har vid flera tillfällen deltagit i den offentliga debatten kring hur danskar med minoritetsbakgrund framställs i media.

## Karriär
Sadaq debuterade 2019 som diktare med den digitala diktsamlingen GADESTREGER (svenska: VÄGSTRECK), som han släppte på sitt eget förlag, forlagetgadefilosofi. Diktsamlingen nominerades året efter till kulturpriset vid Danish Rainbow Awards, och han mottog i 2020 axelklafflegatet på 10 000 danska kronor från gruppen Dansk Skønlitterære Forfattare for digtsamlingen.
Han debuterade som dramatiker med teatermonologen Den unge Elias' lidelser (2021) på Folketeatret, som även spelades upp under WorldPride i Köpenhamn 2021. En bearbetad utgåva av manuset till föreställningen har kommit ut som bok på förlaget Det Poetiske Bureau.
Han har bidragit till boken S3X med novellen Cruising, utgiven av People's Press i samarbete med Peech. Han har bidragit till Jeg är vred, en kollektiv långdikt av 47 författare skriven strax efter Hamas attack på Israel och Israels efterföljande bombardemang av Gaza under hösten 2023.
Hans andra diktsamling Djinn utgavs 2024 av förlaget Gyldendal. Den var nominerad till årets nordiska verk för litteraturpriset Prisma.
Han har även givit ut dikter i tidskrifterna OXY Magazine, Professor Kuhlau och hans slægt, Utkant, Addanda, Grøn Sten och SOS MEGAZINE.

## Verk

### Dikter
- 2024: Djinn, diktsamling, Gyldendal
- 2023: Jeg är vred, bidrag till kollektivt langdigt, Forfattere for et frit Palæstina
- 2023: Cruising, novell, del av samlingen S3X, People's Press
- 2021: Den unga Elias’ lidelser, teatermonolog, Det Poetiske Bureau
- 2019: GADESTREGER, diktsamling, forlagetgadefilosofi

### Föreställningar
- 2023: FREMMEDLEGIONEN, Den Danske Scenekunstskole
- 2021: Den unga Elias' lidelser, Folketeatret
- 2020: STREETLINES, monolog, Copenhagen Pride